# Leptostomum bullockii
Leptostomum bullockii là một loài Rêu trong họ Bryaceae. Loài này được (Thér.) Thér. mô tả khoa học đầu tiên năm 1952.